# Fleckeby
Fleckeby település Németországban, Schleswig-Holstein tartományban. Lakosainak száma 2085 fő (2023. december 31.). Fleckeby Hummelfeld községgel határos.

## Népesség
A település népességének változása:
| Lakosok száma | 1464 | 2165 | 2178 | 2144 | 2135 | 2085 |
|               | 1975 | 2017 | 2019 | 2021 | 2022 | 2023 |